# Takuya Nakase
Takuya Nakase (Ōtsu, 19 de novembro de 1982) é um ginasta japonês que compete em provas de ginástica artística.
Takuya fez parte da equipe olímpica japonesa que disputou os Jogos Olímpicos de Pequim, em 2008. Neles, fora membro da equipe vice-campeã por equipes, superado pela nação anfitriã.